# 利梅-勒姆诺维尔
利梅-勒姆诺维尔（法語：Limey-Remenauville）是法国默尔特-摩泽尔省的一个市镇，属于图勒区。该市镇总面积18.33平方公里，2009年时的人口为204人。

## 人口
利梅-勒姆诺维尔人口变化图示